# Piperton
Piperton est une municipalité américaine située dans le comté de Fayette au Tennessee. Selon le recensement de 2010, Piperton compte 1 445 habitants.
Dans le sud-ouest du comté, Piperton est limitrophe du comté de Shelby (Memphis) et du comté de Marshall dans le Mississippi. La municipalité s'étend sur 27,30 milles carrés (70,71 km2), dont 0,12 mille carré (0,31 km2) d'étendues d'eau.
Piperton est une municipalité depuis 1974.